# هارون فرايدبيرغ
هارون فرايدبيرغ (بالإنجليزية: Aaron Friedberg)‏ هو أستاذ جامعي أمريكي، ولد في 16 أبريل 1956 في بيتسبرغ في الولايات المتحدة.

## وصلات خارجية
- هارون فرايدبيرغ على موقع إن إن دي بي (الإنجليزية)